# ژول ماسنه
ژول ماسنه (به فرانسوی: Jules Massenet) در ۱۲ مه ۱۸۴۲ در لا تراس نزدیک سنت اتین زاده شد و در ۱۳ اوت ۱۹۱۲ در پاریس درگذشت. او به گروه آهنگ‌سازان نیمه دوم سده نوزدهم فرانسه تعلق دارد و شهرت خود را به ویژه بخاطر توانایی در خلق اپرا بدست آورده‌است.

## زندگی
کوچکترین فرزند در میان یازده فرزند خانواده ژول در ۶ سالگی نخستین درس‌های پیانو خود را گرفت و از نه سالگی در هنرستان موسیقی (کنسرواتوار) پاریس به تحصیل موسیقی پرداخت و در ۱۹ سالگی و با استفاده از کمک هزینه فرهنگی، به مدت سه سال به ایتالیا رفت. اگرچه در این سفر نیز دست به آفرینش موسیقی زد ولی پس از بازگشت به پاریس بود که مهم‌ترین آثار خود را آفرید. در سال ۱۸۵۹ بخاطر کانتات «داوید ریزیو» موفق به دریافت جایزه رم شد. در همین سال با فرانتس لیست آشنا می‌شود که از او می‌خواهد دستیار او در کار آموزش بشود. در ۱۸۷۸ به استادی کنسرواتوار پاریس می‌رسد و به شاگردانی چون ژرژ انسکو، گابریل پییرنه، فلوران اشمیت، گوستاو شرپانتیه، ارنست شوسون و شارل کوکلن آموزش می‌دهد. ماسنه از نیروی کار فراوانی برخوردار بود و از ساعت ۴ صبح کار روزانه خود را شروع می‌کرد و توانایی این را داشت که چندین ساعت بی‌وقفه به آهنگسازی بپردازد و سپس با آموزش شاگردان و برگزاری کنسرت ادامه دهد. ماسنه علاوه بر اپرا آثار سمفونیک و آثاری نیز برای پیانو دارد. تأثیر او بر آهنگسازانی چون کلود دبوسی و جاکومو پوچینی آشکار می‌باشد.

## برخی از اپراهای ماسنه
- هرودیاس
- ال‌سید
- ورتر
- تائیس
- مدوز
- مانون
- سیندرلا
- دون کیشوت
- لماژ